# Grand Prix Portugalska 1996
Grand Prix Portugalska 1996 (XVI Grande Prémio de Portugal), byl 15. závod 47. ročníku mistrovství světa jezdců Formule 1 a 38. ročníku poháru konstruktérů, historicky již 596. grand prix, se již tradičně odehrála na okruhu v Estorilu.

## Výsledky

### Kvalifikace
| Pořadí | Číslo | Pilot                 | Konstruktér          | Čas      | Odstup |
| ------ | ----- | --------------------- | -------------------- | -------- | ------ |
| 1      | 5     | Damon Hill            | Williams - Renault   | 1:20.330 |        |
| 2      | 6     | Jacques Villeneuve    | Williams - Renault   | 1:20.339 | +0.009 |
| 3      | 3     | Jean Alesi            | Benetton - Renault   | 1:21.088 | +0.758 |
| 4      | 1     | Michael Schumacher    | Ferrari              | 1:21.236 | +0.906 |
| 5      | 4     | Gerhard Berger        | Benetton - Renault   | 1:21.293 | +0.963 |
| 6      | 2     | Eddie Irvine          | Ferrari              | 1:21.362 | +1.032 |
| 7      | 7     | Mika Häkkinen         | McLaren - Mercedes   | 1:21.640 | +1.310 |
| 8      | 8     | David Coulthard       | McLaren - Mercedes   | 1:22.066 | +1.736 |
| 9      | 11    | Rubens Barrichello    | Jordan - Peugeot     | 1:22.205 | +1.875 |
| 10     | 12    | Martin Brundle        | Jordan - Peugeot     | 1:22.324 | +1.994 |
| 11     | 15    | Heinz-Harald Frentzen | Sauber - Ford        | 1:22.325 | +1.995 |
| 12     | 14    | Johnny Herbert        | Sauber - Ford        | 1:22.655 | +2.325 |
| 13     | 19    | Mika Salo             | Tyrrell - Yamaha     | 1:22.765 | +2.435 |
| 14     | 18    | Ukjó Katajama         | Tyrrell - Yamaha     | 1:23.013 | +2.683 |
| 15     | 9     | Olivier Panis         | Ligier - Mugen-Honda | 1:23.055 | +2.725 |
| 16     | 17    | Jos Verstappen        | Footwork - Hart      | 1:23.531 | +3.201 |
| 17     | 16    | Ricardo Rosset        | Footwork - Hart      | 1:24.230 | +3.900 |
| 18     | 10    | Pedro Diniz           | Ligier - Mugen-Honda | 1:24.293 | +3.963 |
| 19     | 20    | Pedro Lamy            | Minardi - Ford       | 1:24.510 | +4.180 |
| 20     | 21    | Giovanni Lavaggi      | Minardi - Ford       | 1:25.612 | +5.282 |

### Závod
| Pořadí | Číslo | Jezdec                | Konstruktér        | Kola | Čas/odstoupení | Start | Body |
| ------ | ----- | --------------------- | ------------------ | ---- | -------------- | ----- | ---- |
| 1      | 6     | Jacques Villeneuve    | Williams-Renault   | 70   | 1:40:22.915    | 2     | 10   |
| 2      | 5     | Damon Hill            | Williams-Renault   | 70   | + 19.966       | 1     | 6    |
| 3      | 1     | Michael Schumacher    | Ferrari            | 70   | + 53.765       | 4     | 4    |
| 4      | 3     | Jean Alesi            | Benetton-Renault   | 70   | + 55.109       | 3     | 3    |
| 5      | 2     | Eddie Irvine          | Ferrari            | 70   | + 87.389       | 6     | 2    |
| 6      | 4     | Gerhard Berger        | Benetton-Renault   | 70   | + 93.141       | 5     | 1    |
| 7      | 15    | Heinz-Harald Frentzen | Sauber-Ford        | 69   | + 1 kolo       | 11    |      |
| 8      | 14    | Johnny Herbert        | Sauber-Ford        | 69   | + 1 kolo       | 12    |      |
| 9      | 12    | Martin Brundle        | Jordan-Peugeot     | 69   | + 1 kolo       | 10    |      |
| 10     | 9     | Olivier Panis         | Ligier-Mugen-Honda | 69   | + 1 kolo       | 15    |      |
| 11     | 19    | Mika Salo             | Tyrrell-Yamaha     | 69   | + 1 kolo       | 13    |      |
| 12     | 18    | Ukjó Katajama         | Tyrrell-Yamaha     | 68   | + 2 kola       | 14    |      |
| 13     | 8     | David Coulthard       | McLaren-Mercedes   | 68   | + 2 kola       | 8     |      |
| 14     | 16    | Ricardo Rosset        | Footwork-Hart      | 67   | + 3 kola       | 17    |      |
| 15     | 21    | Giovanni Lavaggi      | Minardi-Ford       | 65   | + 5 kol        | 20    |      |
| 16     | 20    | Pedro Lamy            | Minardi-Ford       | 65   | + 5 kol        | 19    |      |
| Ret    | 7     | Mika Häkkinen         | McLaren-Mercedes   | 52   | Kolize         | 7     |      |
| Ret    | 17    | Jos Verstappen        | Footwork-Hart      | 47   | Motor          | 16    |      |
| Ret    | 10    | Pedro Diniz           | Ligier-Mugen-Honda | 46   | Kolize         | 18    |      |
| Ret    | 11    | Rubens Barrichello    | Jordan-Peugeot     | 41   | Vyjetí z tratě | 9     |      |

## Průběžné pořadí šampionátu
Pohár jezdců
| Pořadí | Jezdec             | Body |
| ------ | ------------------ | ---- |
| 1      | Damon Hill         | 87   |
| 2      | Jacques Villeneuve | 78   |
| 3      | Michael Schumacher | 53   |
| 4      | Jean Alesi         | 47   |
| 5      | Mika Häkkinen      | 27   |

Pohár konstruktérů
| Pořadí | Konstruktér      | Body |
| ------ | ---------------- | ---- |
| 1      | Williams-Renault | 165  |
| 2      | Benetton-Renault | 65   |
| 3      | Ferrari          | 64   |
| 4      | McLaren-Mercedes | 45   |
| 5      | Jordan-Peugeot   | 20   |